# Phaselia gigantaria
Phaselia gigantaria là một loài bướm đêm trong họ Geometridae.